# Kiribati aux Jeux olympiques d'été de 2012
Les Kiribati participent aux Jeux olympiques d'été de 2012 à Londres. Il s'agit de leur 3e participation aux Jeux olympiques d'été, auxquels le pays n'a jamais remporté de médaille.
Les Kiribati sont représentés par trois athlètes : deux en athlétisme et un en haltérophilie. Aucun n'obtient une médaille.

## Athlétisme
Le pays est représenté par deux coureurs : Kaingaue David dans l'épreuve du 100 mètres dames, et Nooa Takooa dans le 100 mètres hommes.
Nooa Takooa termine septième dans sa course dans les séries, et est donc éliminé. Son temps de 11 s 53 est néanmoins un record personnel. Kaingaue David termine huitième et dernière dans sa course dans les séries, avec également un record personnel : 13 s 61.
Légende
- Note : le rang attribué pour les courses correspond au classement de l'athlète dans sa série uniquement.
- Q = Qualifié pour le tour suivant
- q = Qualifié au temps pour le tour suivant (pour les courses) ou qualifié sans avoir atteint les minima requis (lors des concours)
- NR = Record national
- N/A = Tour non disputé pour cette épreuve

Hommes
| Athlète     | Épreuve | Séries   | Séries | Quarts de finale | Quarts de finale | Demi-finales | Demi-finales | Finale       | Finale       |
| Athlète     | Épreuve | Résultat | Rang   | Résultat         | Rang             | Résultat     | Rang         | Résultat     | Rang         |
| ----------- | ------- | -------- | ------ | ---------------- | ---------------- | ------------ | ------------ | ------------ | ------------ |
| Nooa Takooa | 100 m   | 11 s 53  | 7      | Pas qualifié     | Pas qualifié     | Pas qualifié | Pas qualifié | Pas qualifié | Pas qualifié |

Femmes
| Athlète        | Épreuve | Séries   | Séries | Quarts de finale | Quarts de finale | Demi-finales  | Demi-finales  | Finale        | Finale        |
| Athlète        | Épreuve | Résultat | Rang   | Résultat         | Rang             | Résultat      | Rang          | Résultat      | Rang          |
| -------------- | ------- | -------- | ------ | ---------------- | ---------------- | ------------- | ------------- | ------------- | ------------- |
| Kainguae David | 100 m   | 13 s 61  | 8      | Pas qualifiée    | Pas qualifiée    | Pas qualifiée | Pas qualifiée | Pas qualifiée | Pas qualifiée |

## Haltérophilie
David Katoatau s'est qualifié, aux qualifications régionales, dans la catégorie des 94 kg hommes,.
Il soulève 140 kg à l'arraché et 185 kg à l'épaulé-jeté, pour un total de 325 kg qui le classe 17e (sur 21).
Hommes
| Athlète        | Compétition | Arraché  | Arraché | Épaulé-jeté | Épaulé-jeté | Total  | Rang |
| Athlète        | Compétition | Résultat | Rang    | Résultat    | Rang        | Total  | Rang |
| -------------- | ----------- | -------- | ------- | ----------- | ----------- | ------ | ---- |
| David Katoatau | -94 kg      | 140 kg   | 17      | 185 kg      | 16          | 325 kg | 17   |